# Onocephala vittipennis
Onocephala vittipennis är en skalbaggsart som först beskrevs av Stefan von Breuning 1940.  Onocephala vittipennis ingår i släktet Onocephala och familjen långhorningar. Inga underarter finns listade i Catalogue of Life.